# Álcool retificado

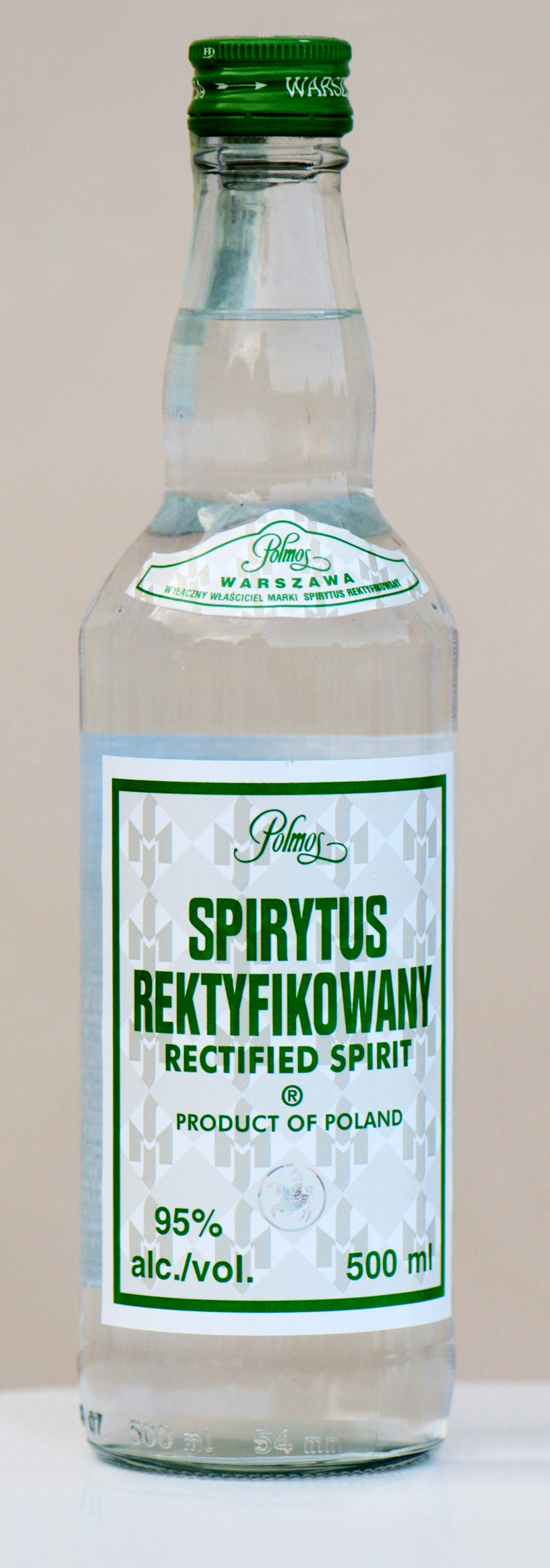
Álcool retificado feito na Polônia.

Álcool retificado ou álcool etílico de origem agrícola é um tipo de etanol concentrado que foi purificado através de destilações repetidas, um processo denominado retificação. Essa bebida contém tipicamente 95% álcool por volume (ABV). A pureza do álcool retificado possui um limite prático de 95,6% ABV quando se emprega a destilação convencional por a mistura de etanol e água tornar-se azeotrópica acima dessa concentração.
Esse tipo de bebida pode ser produzido a partir de grãos, uvas, beterrabas-sacarinas, cana-de-açúcar, ou outros materiais fermentados de origem vegetal. Grandes quantidades de álcool retificado são destiladas do vinho. Os álcoois retificados em geral recebem o nome em inglês de "grain neutral spirit", enquanto aquele produzido a partir das uvas é denominado "grape neutral spirit", ou "vinous alcohol".
Na indústria, o álcool retificado é usado para a produção de produtos farmacêuticos, cosméticos e tintas. No consumo humano, a bebida é utilizada na produção de blends de whisky, licores de brandy (cut brandy em inglês), certos licores e alguns bitters. Como produto de varejo, é quase sempre misturado com outras bebidas para criar drinques, tais como o ponche e também adicionado a coquetéis no lugar da vodka ou do rum e usado em jello shots. Também é utilizado para fazer licores caseiros, tais como o limoncello e no cozimento, porque sua alta concentração de álcool age como solvente para extrair sabores. Também é usado para tinturas medicinais e como solvente doméstico. Às vezes, é bebido puro, sem qualquer diluição.

## Por país

### Brasil
O Brasil produz álcool retificado de cana-de-açúcar e da mandioca.

### Estados Unidos
O álcool retificado é definido legalmente como a bebida produzida por destilação a partir de qualquer material em 95% ABV ou acima e engarrafada com 40% ABV ou mais. Quando o termo é usado em contextos informais, fora da definição legal, qualquer bebida destilada com altíssimo teor de álcool (e.g., acima de 85%) que não contenha flavorizantes adicionados pode ser referida como álcool retificado. "Grain spirits" é um classificação legal para bebida alcoólica retificada cuja origem esteja na destilação do mosto de grãos fermentado e armazenado em barris de carvalho.
A disponibilidade do álcool retificado varia conforme os estados. Entre os estados nos quais as vendas ao consumidor estão proibidas incluem-se Minnesota, Flórida, Nevada, Carolina do Norte.

### Reino Unido
A bebida está disponível no Reino Unido através da internet.